# Dépôt de propergols

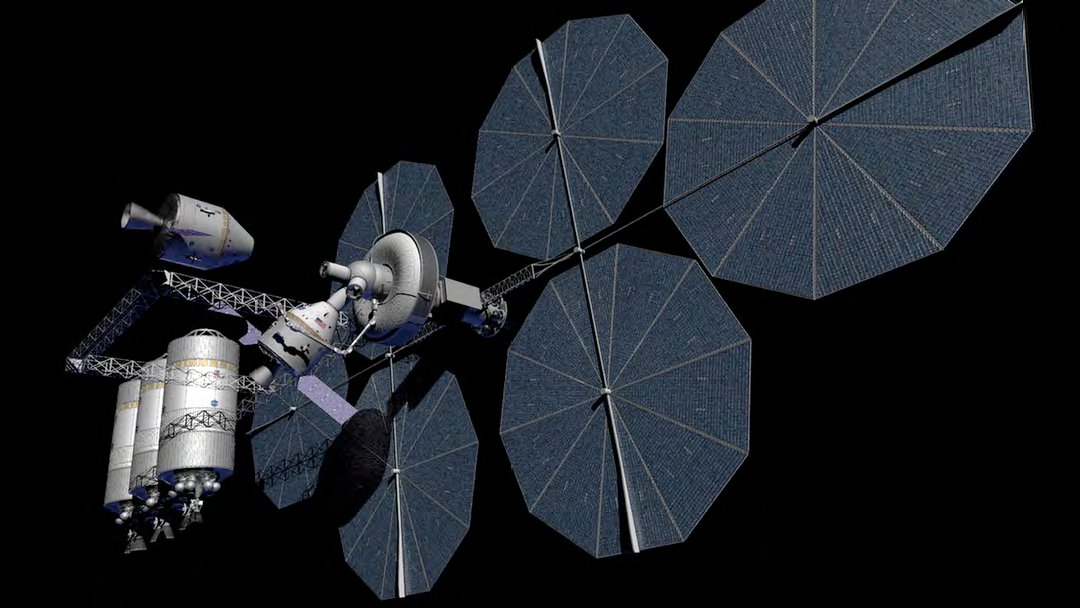
Un dépôt de propergols évolué.

Un dépôt de propergols est un concept de station service en orbite ou sur tout autre corps astronomique pouvant servir à ravitailler un vaisseau spatial ou un satellite en fin de vie. Il pourrait permettre également de réduire les coûts d’accès à l'espace et stimuler le développement spatial,.
En 2011, la NASA a lancé un appel d'offres d'une valeur de 2.4 millions de dollars pour des études permettant de faire avancer ce concept faisant partie du "space transportation system" des années 1970.